# Relevo de Douglas MacArthur

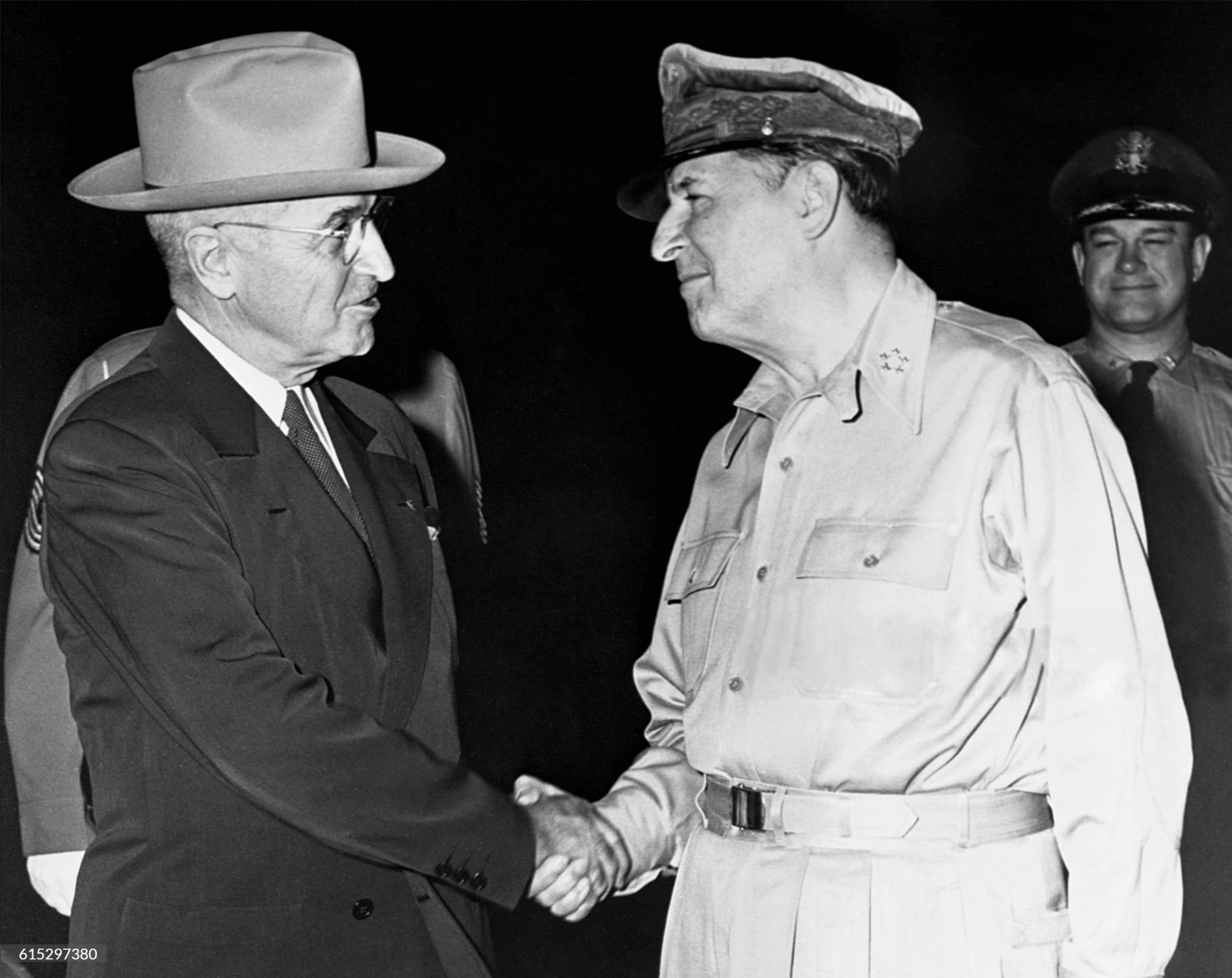
El General del Ejército MacArthur estrecha la mano al Presidente Truman en la Conferencia de la Isla Wake.

El 11 de abril de 1951, el presidente de los Estados Unidos, Harry S. Truman, destituyó de su cargo al general del ejército, Douglas MacArthur (quien tenía 71 años de edad) después de que este declarara públicamente contradiciendo las políticas de la administración. MacArthur fue un  héroe popular  de la Segunda Guerra Mundial, por entonces comandante de las fuerzas de las Naciones Unidas, peleando en la guerra de Corea y su remoción sigue siendo un tema controvertido en las relaciones civil-militares. 
MacArthur dirigió las fuerzas de los Aliados en suroeste del Pacífico durante la Segunda Guerra Mundial y después de la guerra estuvo a cargo de la ocupación de Japón. Cuando Corea del Norte invadió a Corea del Sur en junio de 1950, dando inicio a la Guerra de Corea, él fue asignado comandante de las fuerzas de las Naciones Unidas para defender a Corea del Sur. Él concibió y ejecutó el Ataque anfibio en Incheon, el 15 de septiembre de 1950, por el cual fue aclamado como un genio militar. Sin embargo, cuando él siguió su victoria con una invasión a gran escala en Corea del Norte por orden de Truman, China intervino en la guerra e infligió una serie de derrotas, obligándolo a retirarse de Corea del Norte. En abril de 1951, la situación militar se había estabilizado, pero las declaraciones públicas de MacArthur se volvieron cada vez más irritantes para Truman, por lo que relevó a MacArthur de su mandato. El Comité de Servicios Armados del Senado y el Comité de Relaciones Exteriores del Senado realizaron una investigación conjunta sobre la situación militar y las circunstancias que rodearon la destitución de MacArthur y concluyó que "el retiro del general MacArthur estaba dentro de los poderes constitucionales del presidente, pero las circunstancias fueron un shock para El orgullo nacional".
Una milicia apolítica era una tradición americana, pero que era difícil de mantener en una época en la que se emplearon a las fuerzas estadounidenses en el extranjero en grandes cantidades. El principio de control civil de los militares también fue arraigado, pero la creciente complejidad de la tecnología militar llevó a la creación de un ejército profesional. Esto hizo que el control civil fuera cada vez más problemático cuando se combinaban con una engorrosa división constitucional de poderes entre el presidente como comandante en jefe y el Congreso, con su poder de levantar ejércitos, mantener una armada y las guerras salariales. En el relevo de MacArthur se hizo apelación a  "respetar la autoridad del Presidente" al no comunicar privadamente con el Congreso, Truman ratificó el papel del presidente como predominante.

## Antecedentes

### Harry Truman
Harry S. Truman se convirtió en presidente de los Estados Unidos después de la muerte de Franklin D. Roosevelt en 1945 y ganó una inesperada victoria en las elecciones presidenciales de 1948. Él es el único presidente que sirvió después de 1897 sin un título universitario. Aunque no fuera muy educado, Truman era culto. Cuando sus amigos de la secundaria fueron a la universidad estatal en 1901, él se matriculó en una escuela local de negocios, pero solo duró un semestre. Más tarde tomó clases nocturnas en la Escuela de Derecho de Kansas City, pero abandonó los estudios. Truman trató de obtener la admisión a la Academia Militar de Estados Unidos en West Point, pero fue rechazado por su mala vista. Estaba orgulloso de su servicio militar en la artillería durante la Primera Guerra Mundial y llevó a cabo una comisión de reserva como un coronel.
Truman desconfiaba de soldados regulares y seleccionó a dos soldados de la Guardia Nacional, Harry H. Vaughan y Louis H. Renfrow, como sus asesores militares. Una vez Truman comentó que no entendía cómo el Ejército de los Estados Unidos podría "producir hombres como Robert E. Lee, John J. Pershing, Eisenhower y Bradley y al mismo tiempo producir a Custers, Patton y MacArthur". Durante la Revuelta de los Almirantes en 1948, varios oficiales navales discreparon públicamente con la política de la administración sobre los recortes a la aviación naval y a la capacidad de guerra anfibia, lo que resultó en la destitución del Jefe de Operaciones Navales, el almirante Luis Denfeld y fue reemplazado por el almirante Forrest Sherman. En su testimonio ante la investigación del Comité de Servicios Armados acerca del asunto, en octubre de 1949, el jefe del Estado Mayor Conjunto, el general Omar Bradley, dudaba de que hubiera alguna otra operación anfibia de gran escala.

### Douglas MacArthur
En la estatura y la antigüedad, el general del Ejército Douglas MacArthur era el más importante general del ejército. El hijo del teniente general Arthur MacArthur Jr., un receptor de la Medalla de Honor por acción durante la guerra civil americana, él se graduó de los primeros de su clase en West Point en 1903, pero nunca asistió a una escuela de servicios avanzados, excepto para el curso de ingeniero en 1908. Tuvo un registro de combate distinguido en la Primera Guerra Mundial y se desempeñó como Jefe del Estado Mayor del Ejército de los Estados Unidos de 1930 hasta 1935, en estrecha colaboración con los presidentes Herbert Hoover y Franklin Roosevelt, a pesar de los enfrentamientos ocasionales con respecto al presupuesto militar. Más tarde compararía el "extraordinaria auto-control"  de Roosevelt con el "carácter violento y paroxismo de furia ingobernable" de Truman.
Además de su servicio en la Primera Guerra Mundial en México y Europa, sus puestos en el extranjero habían sido en Asia y en el Pacífico. Durante la Segunda Guerra Mundial, se convirtió en un héroe nacional y fue galardonado con la Medalla de Honor por la defensa sin éxito de las Filipinas en la Batalla de Bataan. Él comandó las fuerzas de los Aliados en la Campaña de Nueva Guinea y en la Campaña de Filipinas, cumpliendo su famosa promesa de regresar a Filipinas. En 1944 y 1948, fue considerado un posible candidato republicano a la presidencia. Después de la guerra, como el Comandante Supremo de las Potencias Aliadas ( SCAP ), supervisó la ocupación de Japón y desempeñó un papel importante en la posguerra en la transformación política y social del país.
En 1950, la ocupación de Japón estaba terminando, pero MacArthur permaneció en el país como Comandante en Jefe de Extremo Oriente (CINCFE), un puesto para el que había sido nombrado por Truman en 1945. MacArthur tuvo que lidiar con cortes profundos en el presupuesto de defensa y ver un descenso en sus tropas de 300.000 en 1947 a 142.000 en 1948. A pesar de sus protestas, nuevas reducciones continuaron y, en junio de 1950, solo había 108.000 soldados en su Comando del Lejano Oriente. Los recortes en los fondos y el personal produjeron escasez de equipo utilizable. De 18.000 jeeps del Comando Extremo Oriente, 10 000 estaban fuera de servicio; de sus camiones 113870 2½ toneladas 6x6, solamente 4.441 eran reparables. En el lado positivo, el Comando del Lejano Oriente inició un programa de recuperación y restauración de material de guerra de las existencias abandonadas en todo el Pacífico. Esto no solo recuperó una gran cantidad de tiendas y equipos valiosos, también generó una reparación útil y reconstrucción de la industria en Japón. Mientras tanto, el abandono de los deberes de ocupación había permitido una mayor atención a la formación para el combate.

## Eventos previos al relevo de cargo

### Guerra de Corea

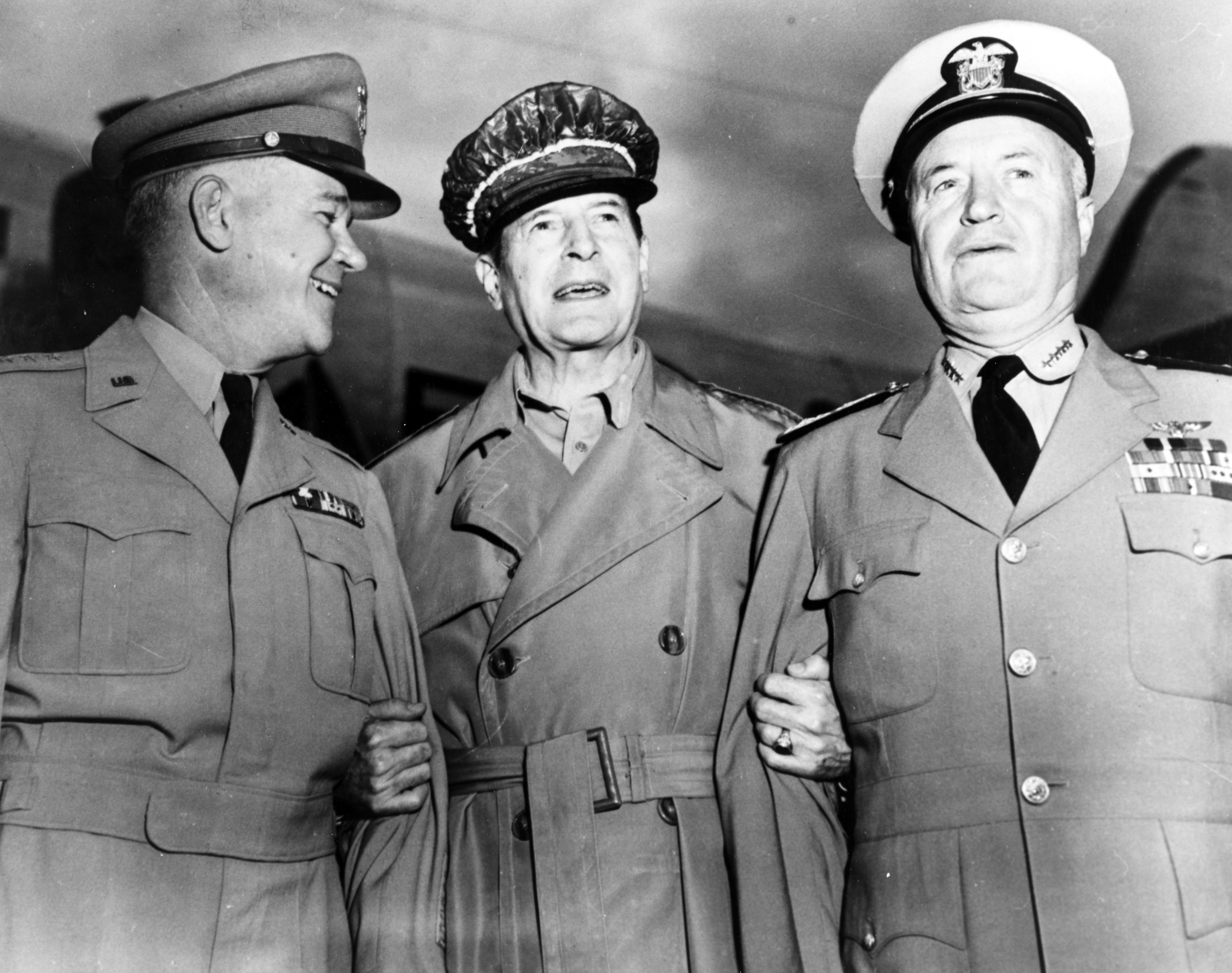
MacArthur (centro) con el jefe del Estado Mayor, general J. Lawton Collins (izquierda) y Jefe de Operaciones Navales almirante Forrest Sherman (derecha)

Corea del Norte invadió Corea del Sur el 25 de junio de 1950, dando comienzo a la guerra de Corea. En respuesta a una solicitud urgente del Grupo Asesor Militar de Corea para obtener más municiones, MacArthur, por iniciativa propia, ordenó a la nave de transporte MSTS Sgt. A continuación George D Keathley, en el puerto de Yokohama, lo dirigió para ser cargado con municiones y navegar a Pusan. El presidente Truman se reunió con la Junta de Jefes de Estado Mayor y otros asesores ese día en Blair House y aprobó las medidas ya adoptadas por MacArthur y el Secretario de Estado Dean Acheson. En otra reunión en Blair House celebrada en la noche del 26 de junio, en medio de informes de una situación que se deterioraba rápidamente en Corea del Sur, Truman aprobó el uso de las fuerzas aéreas y navales contra objetivos militares al sur del paralelo 38 norte.
Posteriormente, el 27 de junio, el Consejo de Seguridad de las Naciones Unidas aprobó la Resolución 83, que recomienda que "los miembros de las Naciones Unidas proporcionaran asistencia a la República de Corea que sea necesaria para repeler el ataque armado y restablecer la paz y la seguridad internacionales en la zona". La capital surcoreana de Seúl cayó el 28 de junio. Al día siguiente, Truman autorizó las operaciones aéreas y navales al norte del paralelo 38, que MacArthur ya había ordenado. Sin embargo, no fue hasta 30 de junio después de un informe preocupante sobre la situación militar de MacArthur, que Truman finalmente autorizó el uso de las fuerzas terrestres.
El 8 de julio, con el asesoramiento de los jefes del Estado Mayor Conjunto, Truman nombró a MacArthur como comandante del Comando de las Naciones Unidas en Corea del Sur (CINCUNC). Permaneció como CINCFE y SCAP. MacArthur se vio obligado a hacer retroceder sus fuerzas en Japón a lo que más tarde describió como una "acción desesperada de retaguardia". En julio, Truman envió al Jefe del Estado Mayor del Ejército, el general J. Lawton Collins y el Jefe del Estado Mayor de la Fuerza Aérea, el general Hoyt S. Vandenberg, para informar sobre la situación. Se reunieron con MacArthur y su Jefe de gabinete, el general Edward Almond, en Tokio el 13 de julio. MacArthur Los impresionó con el peligro de subestimar los norcoreanos, a los que calificó de "bien equipado bien dirigido y bien entrenados en batalla y que tienen a veces tienen superadas a nuestras tropas por hasta veinte a uno". Propuso detener primero el avance de Corea del Norte y luego contraatacar, envolviendo a los norcoreanos con una operación anfibia, pero el tiempo dependía de la llegada de refuerzos de los Estados Unidos.
En la conferencia de prensa el 13 de julio, se le preguntó a Truman si las fuerzas estadounidenses cruzarían el paralelo 38 en Corea del Norte y él respondió que iba a "tomar esa decisión cuando fuera necesario hacerla". Algunos de sus asesores, en particular el Secretario de Estado Adjunto para Asuntos del Lejano Oriente, Dean Rusk y el director de la Oficina de Asuntos de Asia del Nordeste, John M. Allison, argumentaron que la Resolución 83 del Consejo de Seguridad proporcionaba una base legal para la invasión de Corea del Norte. Otros, sobre todo George F. Kennan y Paul Nitze, no estuvieron de acuerdo. Además de la legalidad, el gobierno también tuvo que tener en cuenta el peligro de la intervención de la Unión Soviética o la República Popular de China si las fuerzas de las Naciones Unidas se acercaban a sus fronteras.

### Batalla de Incheon
Las primeras ambiciones de MacArthur de una operación anfibia contra Corea del Norte tuvieron que ser dejadas de lado debido a la deteriorada situación en el sur, lo que le obligó a llevar cabo la formación destinada de asalto, la 1.ª División de Caballería, a la defensa del perímetro de Pusan, a la que el Octavo Ejército se había retirado en agosto. MacArthur luego reanudó su planificación de una operación anfibia, que tentativamente estaba programada para el 15 de septiembre de 1950. Oficiales de la Armada y la Infantería de Marina como el Contralmirante James H. Doyle, el comandante del Grupo Anfibio Uno y el General Oliver P. Smith, el comandante de la 1.ª División de Marina, estaban horrorizados por las propuestas de desembarco en las playas de Inchon, que contaban con grandes mareas, amplias marismas, estrechos y traicioneros canales y los altos muros de contención. Omar Bradley lo llamó "el peor lugar posible jamás seleccionado para un desembarco anfibio". Mientras que el área de Inchon-Seúl era un centro de comunicaciones clave, los riesgos del aterrizaje eran de enormes proporciones. Collins y Sherman volaron a Tokio para ser informados sobre los planes de MacArthur, quien declaró: "Vamos a aterrizar en Inchon y voy a aplastarlos".

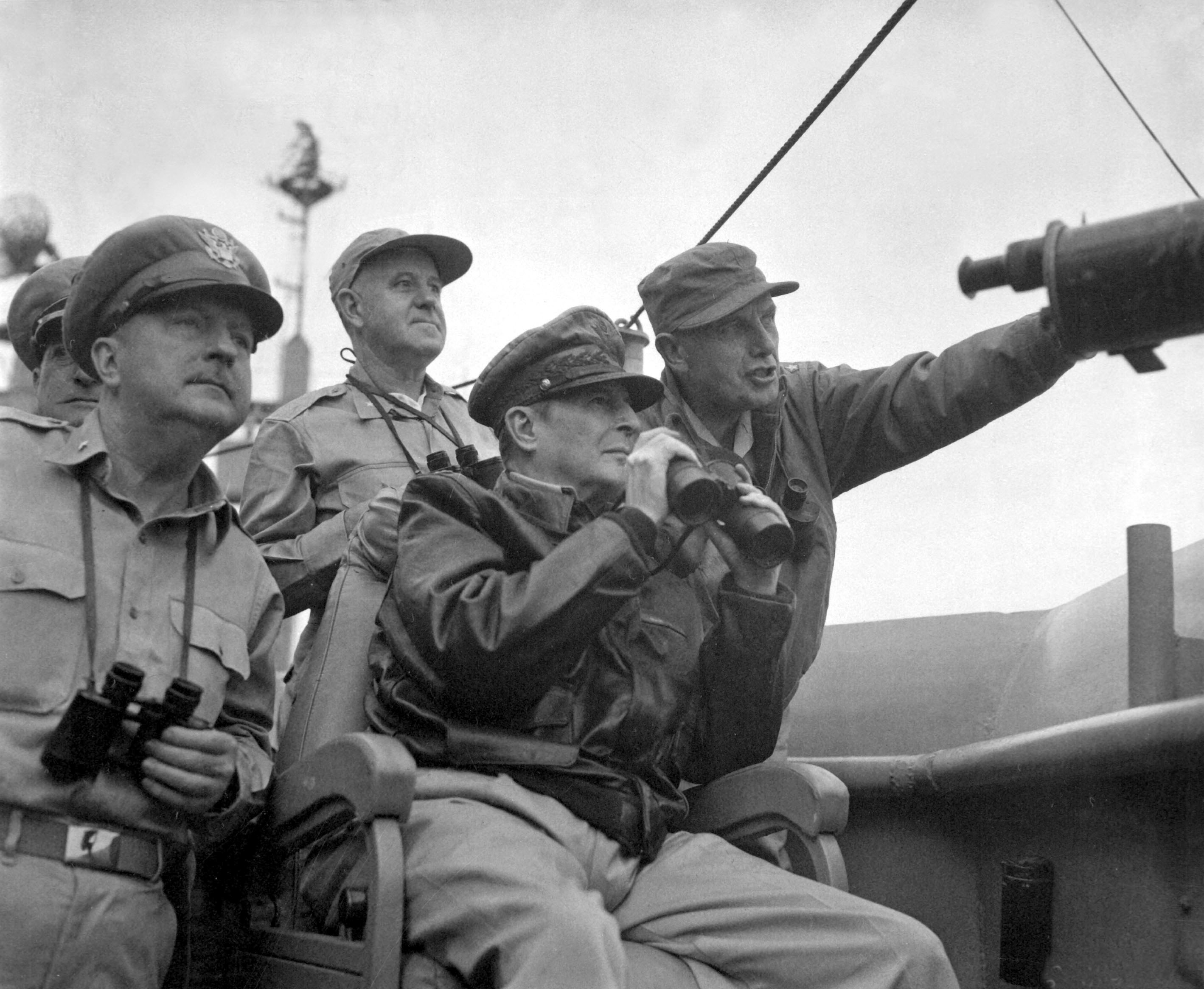
Brigadier General Courtney Whitney (izquierda), el general del ejército Douglas MacArthur (sentado) y el General Edward Almond (derecha) observan el bombardeo de Inchon del USS Mount McKinley.

 MacArthur fue invitado a hablar en el 51.er Campamento Nacional de Veteranos de Guerras Extranjeros en Chicago el 26 de agosto de 1950. Él declinó la invitación, pero en su lugar envió una declaración que pudiera ser leída en voz alta, en el que contradecía la política de Truman con respecto a la isla de Formosa, diciendo:" Nada puede ser más engañoso que el argumento raída por los que abogan por el apaciguamiento y el derrotismo en el Pacífico que si defendemos Formosa nos alejamos de Asia continental". Truman se enfureció por la palabra "apaciguamiento" y discutió la posibilidad de relevar MacArthur con el secretario de Defensa Louis A. Johnson. Johnson respondió que MacArthur era "uno de los más grandes, sino el más grande de los generales de nuestra generación". Truman dijo a Johnson que enviara a MacArthur una orden de retirar su declaración, lo que hizo; pero ya había sido leída en el Registro del Congreso. Al final resultó que, no fue MacArthur quien fue relevado, sino Johnson. Truman se había irritado con el conflicto de Johnson con la secretaria de Estado Acheson y aunque él había dicho que Johnson seguiría siendo su Secretario de Defensa "mientras yo sea Presidente", pidió a Johnson su renuncia. Públicamente, Johnson recibió gran parte de la culpa por los recortes de defensa que habían llevado a la falta de preparación y derrotas tempranas consiguientes en Corea. Fue reemplazado por el general del Ejército George Marshall.
MacArthur sostuvo que su objetivo militar era la destrucción del Ejército de Corea del Norte. Siendo ese el caso, las operaciones serían necesarias al norte del paralelo 38, aunque su jefe de personal auxiliar, G-2, el Mayor General Charles A. Willoughby, advirtió el 31 de agosto que 37 divisiones chinas se habían concentrado en la frontera entre China y Corea del Norte. El mayor adjunto estuvo de acuerdo con MacArthur sobre esta cuestión. Un documento del Consejo de Seguridad Nacional ratificó la legalidad de la acción al norte del paralelo 38. El documento recomendaba que solo las tropas surcoreanas podían ser empleados en las regiones fronterizas con China y Rusia. En caso de que la Unión Soviética interviniera, MacArthur se retiraría de inmediato del paralelo 38; pero en el caso de que la intervención fuera de China, debía seguir luchando, "siempre y cuando la acción de las fuerzas militares de la ONU ofrecieran una posibilidad razonable de resistencia exitosa". Truman aprobó el informe el 11 de septiembre, pero MacArthur permaneció en la oscuridad debido al cambio de Secretario de Defensa y no fue informado hasta el 22 de septiembre. Cuando se le preguntó a Truman en una rueda de prensa el 21 de septiembre si había decidido llevar a cabo las operaciones en Corea del Norte, él respondió que no lo había hecho.
Mientras tanto, el asalto anfibio de MacArthur en Inchon se adelantó al 15 de septiembre. "El éxito de Inchon fue tan grande y el consiguiente prestigio del general MacArthur fue tan abrumador", Collins más tarde recordó, "que los Jefes vacilaron a partir de entonces en cuestionar los planes y decisiones que debían ser retados del general". En respuesta a un rumor de que el Octavo Ejército planeaba detenerse en el paralelo 38 y esperar la autorización de las Naciones Unidas para cruzar, Marshall envió un mensaje a MacArthur informando que: "Nosotros queremos que se sienta sin trabas tácticamente y estratégicamente para proceder al norte del paralelo 38o. Anuncio de arriba se refiere al poder precipitar la vergüenza en la ONU, donde es evidente el deseo de no se que se enfrente a la necesidad de una votación, sino de encontrar lo militarmente necesario de hacer". A los pocos días, MacArthur recibió instrucciones de no emitir un anuncio de que sus fuerzas habían cruzado el paralelo 38. El 7 de octubre, una Resolución de la Asamblea General de las Naciones Unidas aprobó que podrían ser ampliamente interpretado como permitiendo la invasión de Corea del Norte.

### Conferencia de la Isla Wake
Con las elecciones de medio término de 1950 acercándose y Truman absteniéndose de hacer campaña abierta mientras las tropas estuvieran luchando en Corea, los miembros del personal de Truman, sobre todo George Elsey, se le ocurrió otra manera de obtener votos para el Partido Demócrata. En julio de 1944, el presidente Franklin Roosevelt había viajado a Hawái para reunirse con MacArthur y el almirante Chester Nimitz. En esta reunión, Roosevelt tomó la decisión de atacar a las Filipinas en el último año de la guerra del Pacífico. Fue un triunfo político en un año electoral, refutando las demandas republicanas de que Roosevelt había preferido a Europa sobre el Pacífico.
Truman imitó esto volando hacia el Pacífico para encontrarse con MacArthur. Inicialmente, Truman fue poco entusiasta con la idea ya que no le gustaban los trucos publicitarios, pero en octubre de 1950, a raíz de las victorias en Pusan y Inchon, la estrella de MacArthur estaba ardiendo brillante. Al verse con él, Truman podría enfatizar su propia parte en las victorias, como Comandante en Jefe. Un mensaje fue enviado a MacArthur sugiriendo una reunión en Hawái o Isla Wake. MacArthur respondió que "estaría encantado de reunirse con el Presidente la mañana del día 15 en la isla de Wake". Cuando MacArthur descubrió que el presidente traería a los medios de comunicación con él, MacArthur preguntó si podía traer corresponsales de Tokio. Se le negó su petición.

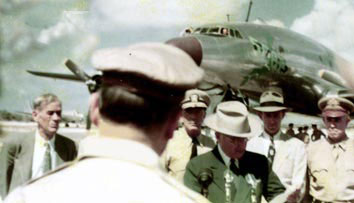
Presidente Truman lee la mención por el premio de una cuarta hoja de roble para MacArthur por su Medalla de Servicio Distinguido en la Isla Wake. En el fondo de izquierda a derecha: el secretario de prensa Charles Ross, Comandante en Jefe del Pacífico almirante Arthur Radford, Secretario del Ejército Frank Pace y Presidente del Estado Mayor Conjunto, general Omar Bradley.

Truman llegó a la Isla Wake el 15 de octubre, donde fue recibido en la pista por MacArthur, que había llegado el día anterior. MacArthur estrechó la mano del presidente en vez del saludo oficial, lo cual Bradley consideró "insultante". Esto no molestó Truman; lo que hizo molestar al presidente fue, la ex mercería que era MacArthur "una gorra de jamón grasoso y huevos que evidentemente había estado en uso desde hace veinte años". La reunión, que no tenía ninguna orden y sin estructura, tomó la forma de una discusión libre entre el presidente y sus asesores, por un lado y MacArthur y la CINCPAC, el almirante Arthur Radford, por el otro. Los temas discutidos incluyeron Formosa, Filipinas y las guerras de Vietnam y Corea. MacArthur señaló que "No nuevas políticas, ni nueva estrategia de guerra o política internacional, se propusieron o discutieron". Robert Sherrod, que estaba presente como corresponsal sintió que "había presenciado nada más que una obra de teatro tribunal política".
Sin embargo, MacArthur dijo cosas que más tarde fueron usadas en su contra. En la reunión del 15 de octubre de 1950 en la Isla Wake, el presidente Truman le preguntó cuales eran las chances de intervención soviética o china en Corea y MacArthur respondió:

Muy pocas. Si hubieran interferido en el primer o segundo mes habría sido decisivo. Ya no estamos temerosos de su intervención. Ya no estamos sin recursos (We no longer stand hat in hand). Los chinos tienen 300.000 hombres en Manchuria. De ellos, probablemente no más de 100-125.000 se distribuyen a lo largo del río Yalu. Solo 50-60.000 podrían cruzar el río Yalu. No tienen fuerza aérea. Ahora que tenemos bases para nuestra Fuerza Aérea en Corea, si los chinos trataran de bajar a Pyongyang habría la mayor masacre.

MacArthur expresó la esperanza de que el Octavo Ejército podría retirarse a Japón a finales de año. Cuando Bradley preguntó si una división podría ser enviada a Europa, MacArthur respondió que él podría formar una disponible en enero. De hecho, las tropas chinas habían comenzado ya cruzar el Yalu en Corea del Norte y en noviembre 180.000 lo habían hecho.

### Intervención de China
Cuando regresó de Wake, MacArthur se enfrentó al reto de convertir sus promesas en realidad. El 24 de octubre, ordenó a sus principales subordinados, el teniente general Walton Walker, comandante del Octavo Ejército y el general de división Edward Almond del X Corps, a "impulsar con toda velocidad y plena utilización de toda su fuerza". También levantó la prohibición de las tropas que no fueran surcoreanos operaran a lo largo de las fronteras de China y la Unión Soviética. Collins consideró esto una violación a las órdenes que el Estado Mayor Conjunto había emitido el 27 de septiembre, pero MacArthur señaló que solo era, en palabras de la directiva original, "una cuestión de política". Añadió que la cuestión se había planteado en la isla Wake, pero nadie más recordaba esto, sobre todo, Truman no lo hacía, que, sin darse cuenta de estas discusiones, dijo a la prensa el 26 de octubre que los coreanos y no estadounidenses ocuparían las zonas fronterizas. En pocos días, las fuerzas de MacArthur se habían encontrado con los chinos en la batalla de Onjong y la batalla de Unsan.
Truman no retiró a MacArthur por las retiradas militares en Corea en noviembre y diciembre de 1950. Truman indicó más adelante que él sentía que MacArthur no era más culpable que el General de Ejército Dwight Eisenhower era por las retoradas militares sufridas durante la batalla de la Ardenas. Pero esto no quiere decir que no fuera factor en su decisión. "Yo lo consideraba un gran estratega, "Truman más tarde recordó", hasta que hizo la marcha a Corea del Norte sin el conocimiento que él debería haber tenido de los chinos acercándose".
En un intento por frenar el avance chino, MacArthur ordenó a que puentes sobre el Yalu fueran bombardeados. Después de la debida consulta con sus asesores, Truman declaró que él no aprobaría tal acción y el Estado Mayor Conjunto canceló la orden. Cuando MacArthur protestó, el presidente y la Junta de Jefes autorizaron los atentados, con sujeción a la advertencia de que el espacio aéreo chino no debía ser violado. El Mayor General Emmett O'Donnell más tarde citaría esto a la investigación del Congreso sobre el relevo de MacArthur como un ejemplo de la interferencia política indebida en las operaciones militares. El río Yalu tenía muchas curvas y en algunos casos había líneas muy restringidas de enfoque sin sobrevolar el Yalu. Esto hizo la vida más fácil a los artilleros antiaéreos comunistas, pero proporcionalmente menos para la tripulación. En pocas semanas, MacArthur se vio obligado a retirarse y ambos Truman y MacArthur se vieron obligados a contemplar la posibilidad de abandonar Corea del todo.

### Armas nucleares
MacArthur no abogó por el uso de armas nucleares para recuperar la situación. En su testimonio ante el mensaje del Senado, dijo que él nunca había recomendado su uso. En 1960, MacArthur desafió una declaración de Truman que había querido utilizar armas nucleares y Truman emitió una retractación, afirmando que él no tenía ninguna prueba documentada de esta afirmación; no era más que su opinión personal. De acuerdo con el general de división Courtney Whitney, MacArthur en algún momento consideró un plan para utilizar los desechos radiactivos para sellar Corea del Norte, basado en la propuesta de 1950 por Louis Johnson, pero nunca fue enviado a la Junta de Jefes. En 1985 Richard Nixon recordó la discusión de los bombardeos atómicos de Hiroshima y Nagasaki con MacArthur:

MacArthur, una vez me habló muy elocuentemente de ello, en su apartamento en el Hotel Waldorf-Astoria Waldorf. Pensó en la tragedia de la bomba nunca se debió explotar. MacArthur cree que las mismas restricciones deben aplicar a las armas atómicas como a las armas convencionales, que el objetivo militar debe ser siempre un daño limitado a los no combatientes.. MacArthur, usted verá, es un soldado. Él creía en el uso de la fuerza sólo contra objetivos militares, y es por eso que lo nuclear no le interesa, creo que eso habla bien de él.

Bradley había propuesto a la Junta de Jefes de que las armas nucleares podrían colocarse a disposición de MacArthur en julio de 1950, pero después de considerar la cuestión, el Estado Mayor Conjunto no adoptó la propuesta. Sin embargo, diez bombarderos B-29 fueron enviados a Guam. Aunque Truman negó públicamente que estaba considerando el uso de armas nucleares, él autorizó la transferencia a Guam de todos sus componentes a excepción de los núcleos fisibles.

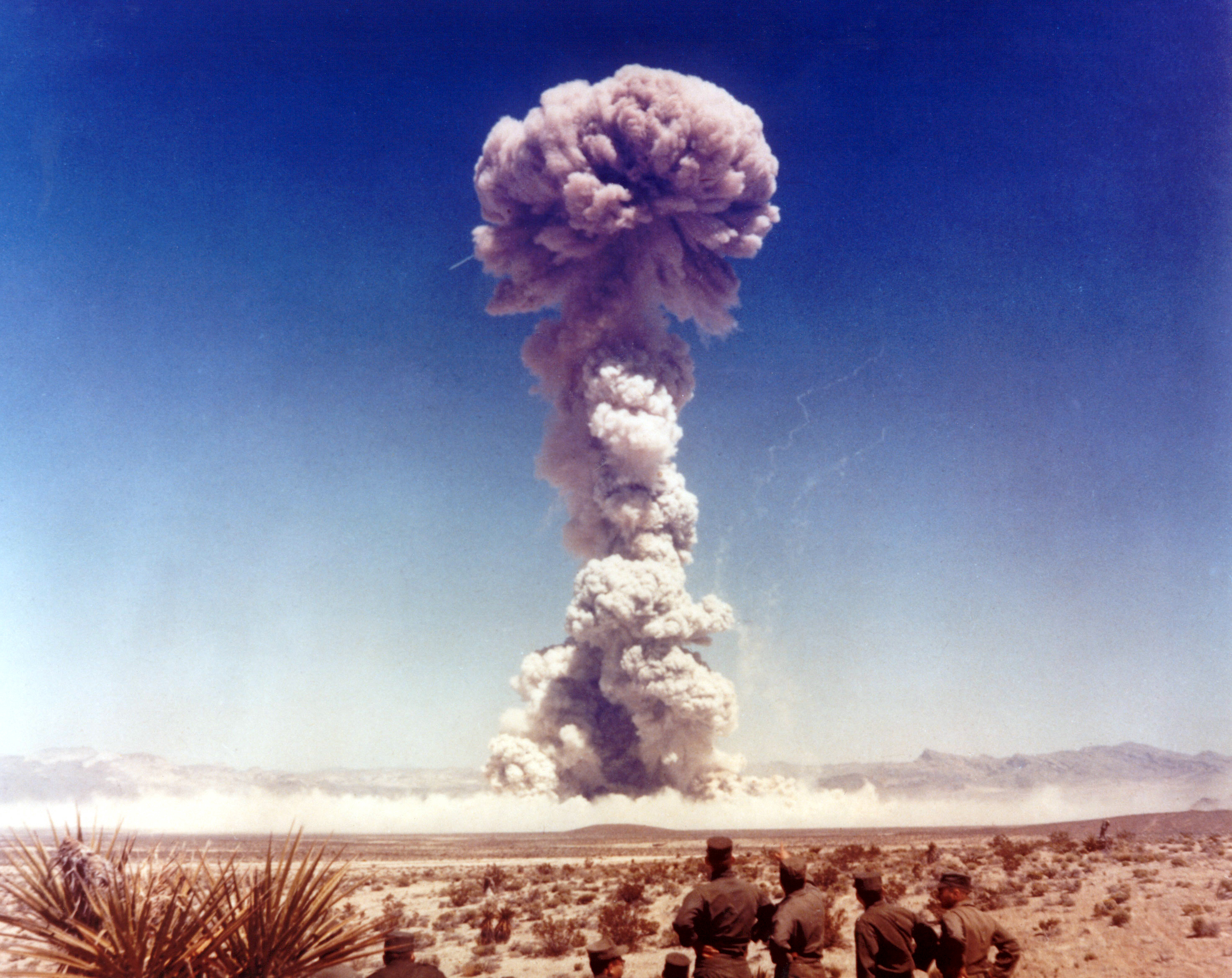
Personal militar observa la Operación Buster-Jangle en noviembre de 1951.

 En una conferencia de prensa el 30 de noviembre de 1950, se le preguntó a Truman sobre el uso de armas nucleares:

P: Señor President , me pregunto si podríamos volver sobre esa referencia a la bomba atómica? ¿Teníamos que entender claramente que el uso de la bomba atómica se está estudiando activamente?
Truman: Siempre lo ha sido. Es una de nuestras armas .
P:¿Qué significa eso, señor Presidente, utilizada contra objetivos militares o civiles?
Truman: Es una cuestión que los militares tendrán que decidir. Yo no soy una autoridad militar que autoriza esas cosas .
P: Señor Presidente, ¿tal vez sería mejor si se nos permite citar sus comentarios de manera directa ?
Truman: no creo - yo no creo que sea necesario.
P: Señor Presidente, usted dijo que esto depende de la acción de las Naciones Unidas . ¿Eso significa que no se usara la bomba atómica, excepto con una autorización de las Naciones Unidas?
Truman: No, eso no quise decir en absoluto. La acción contra la China comunista depende de la acción de las Naciones Unidas. El comandante militar en el campo tendrá cargo del uso de las armas, como siempre ha hecho.

La implicación era que la autoridad para usar armas nucleares había sido entregado a MacArthur. Truman se vio obligado a emitir una aclaración de que "sólo el Presidente puede autorizar el uso de la bomba atómica y no se ha dado tal autorización." Truman había tocado uno de los temas más sensibles en las relaciones cívico-militares en el periodo post-Segunda mundial: el control civil de las armas nucleares, que está consagrado en la Ley de Energía Atómica de 1946.
El 5 de abril de 1951, los Jefes del Estado Mayor Conjunto redactaron órdenes para MacArthur que autorizan ataques a Manchuria y la península de Shandong si los chinos lanzaban ataques aéreos contra sus fuerzas asentadas ahí. Al día siguiente, Truman se reunió con el presidente de la Comisión de Energía Atómica de los Estados Unidos, Gordon Dean, y dispuso la transferencia de nueve Mark 4 bombas nucleares al control militar. Dean era aprensivo acerca de delegar la decisión sobre cómo deben ser utilizadas a MacArthur, que carecía de los conocimientos técnicos de expertos de las armas y sus efectos. El Estado Mayor Conjunto tampoco estaba del todo cómodo en darle el control a MacArthur, por miedo a que fuera a apresurar sus órdenes. En su lugar, decidieron que la fuerza de ataque nuclear informaría al Comando Aéreo Estratégico.

### Presión extranjera

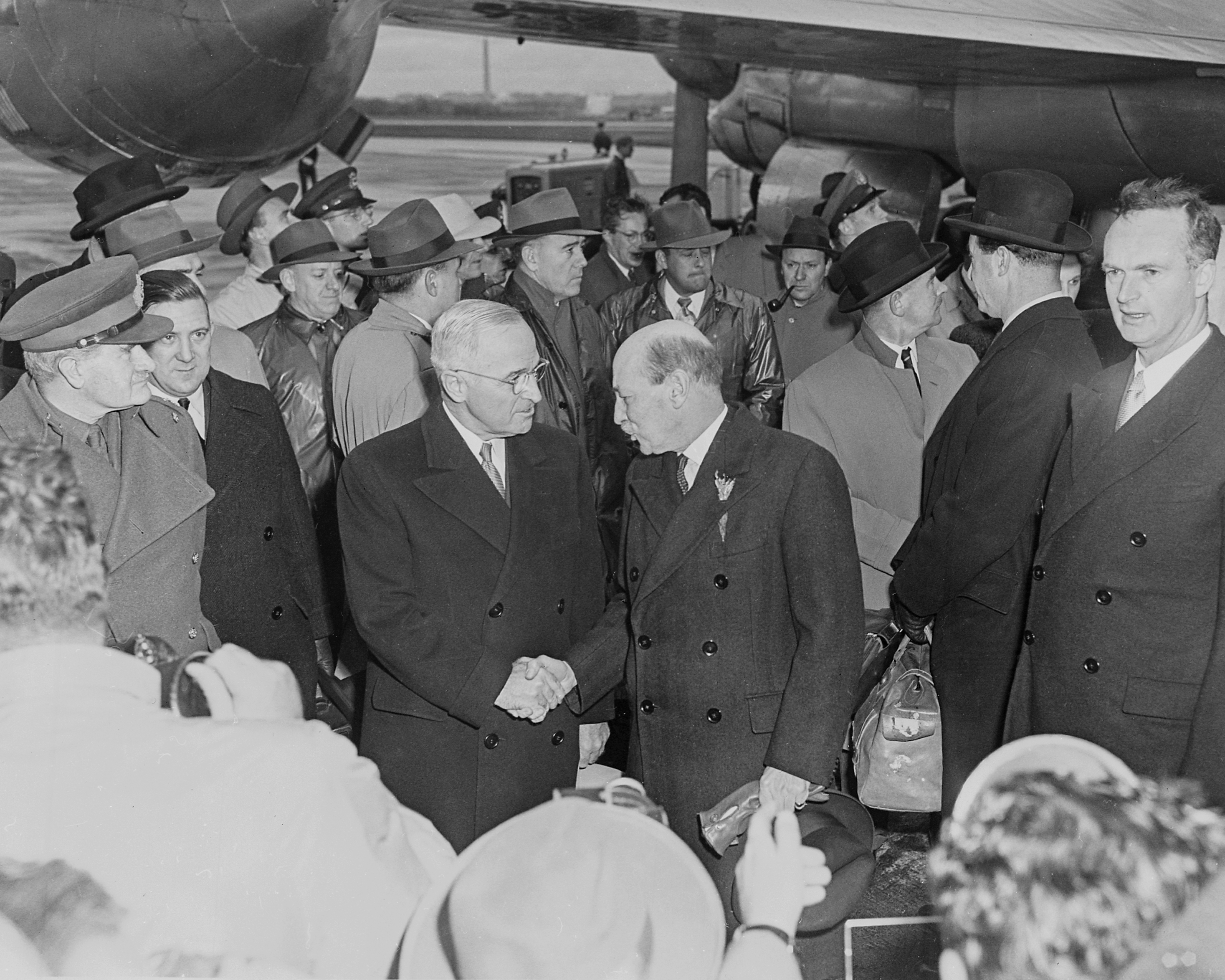
Truman (primer plano, a la izquierda) saluda al primer ministro británico Clement Attlee (primer plano, a la derecha) en el Aeropuerto Nacional de Washington, a la llegada de Attlee para mantener conversaciones sobre la crisis coreana. También está presente Sir Oliver Franks, embajador británico en los Estados Unidos (a la derecha) y el mariscal de campo sir William Delgado (izquierda), el Jefe de Estado Mayor Imperial.

El primer ministro británico, Clement Attlee, se vio particularmente perturbada por el error de Truman sobre las armas nucleares y trató de revivir el Acuerdo de Quebec de tiempos de guerra, en el cual los Estados Unidos no puede usar armas nucleares sin el consentimiento de Gran Bretaña. Los británicos estaban preocupados de que Estados Unidos fuera a la deriva en una guerra con China. En una visita a los Estados Unidos en diciembre de 1950, Attlee elevó los temores de los gobiernos británico y europeos de que "el general MacArthur estaba dirigiendo el show". El punto de vista de MacArthur sobre la importancia de Asia en los asuntos del mundo era bien conocido, se temía que Estados Unidos fuera a cambiar su enfoque lejos de Europa. En este caso, MacArthur fue defendido por Bradley, cuya anglofobia se remontaba a la Segunda Guerra Mundial.
Los británicos se alarmaron en enero de 1951, cuando los estadounidenses comenzaron a hablar de evacuar Corea. El gobierno británico argumentó que para mantener la fe y la unidad Europea era vital mantener una presencia en Corea, aunque no fuera nada más que un punto de apoyo en el área de Pusan. Una vez más, Bradley defendió a MacArthur, pero estaba claro que se había convertido en una irritante en las relaciones entre los dos países. Sin embargo, la alianza con la propia Gran Bretaña era impopular en el Congreso. El líder de la minoría Joseph William Martin, Jr. arremetió a Truman por el seguimiento de la Gran Bretaña de Attlee a "la esclavitud del gobierno y la deuda agobiante".

### Declaraciones públicas
El 1 de diciembre de 1950, MacArthur fue cuestionado por un periodista acerca de si las restricciones a las operaciones contra las fuerzas chinas en el otro lado del río Yalu eran "un obstáculo para las operaciones militares eficaces". Él respondió que de hecho eran "una enorme desventaja, sin precedentes en la historia militar." El 6 de diciembre, Truman emitió una directiva que requería a todos los oficiales militares y funcionarios diplomáticos para aclarar con el Departamento de Estado declaraciones rutinarias para todo antes de hacerlas públicas "y... abstenerse de comunicaciones directas acerca de la milicia o política extranjera con periódicos, revistas y otros medios de publicidad". El Mayor General Courtney Whitney dio a MacArthur una opinión jurídica que implicaba "únicamente declaraciones públicas formales y no comunicados, correspondencia o conversaciones personales". MacArthur hizo comentarios similares en declaraciones a la prensa el 13 de febrero y 7 de marzo de 1951.
En febrero y marzo de 1951, la marea de la guerra comenzó a cambiar de nuevo y las fuerzas de MacArthur condujeron hacia el norte. Seúl, que había caído el 4 de enero, fue recapturado el 17 de marzo. Esto aumentó las esperanzas de Washington de que los chinos y norcoreanos podrían ser susceptibles de un acuerdo de alto el fuego y Truman preparó una declaración en este sentido. MacArthur fue informado de ello por el Estado Mayor Conjunto, el 20 de marzo y advirtió al nuevo comandante del Octavo Ejército, teniente general Matthew B. Ridgway, que las restricciones políticas pronto podría imponer límites a sus operaciones propuestas. El 23 de marzo, MacArthur emitió un comunicado sobre el ofrecimiento de un alto el fuego a los chinos:

De aun mayor importancia que nuestros éxitos tácticos ha sido la revelación clara de que este nuevo enemigo, la China Roja, de tal poder militar exagerado y tan cacareada, carece de la capacidad industrial para proveer adecuadamente muchos elementos críticos necesarios para la conducción de la guerra moderna. No tiene la base de fabricación y las materias primas necesarias para producir, mantener y operar incluso en el aire y el poder naval, y no puede proporcionar los elementos esenciales para las operaciones en tierra con éxito, tales como tanques, artillería pesada y otros refinamientos que la ciencia ha introducido en la conducta de campañas militares. Anteriormente su gran potencial numérico podría haber llenado este vacío pero con el desarrollo de los métodos existentes de números de destrucción masiva por sí solos no compensan la vulnerabilidad inherente a tales deficiencias. El control de los mares y el aire, que a su vez significa el control de materiales de construcción, las comunicaciones y el transporte, son no menos esencial y decisivas ahora que en el pasado. Cuando existe este control, como en nuestro caso, y se acopla con una inferioridad de la potencia de fuego de tierra en el caso del enemigo, la disparidad resultante es tal que no puede ser superado por la valentía, sin embargo fanática, o la indiferencia más grave a la pérdida humana. 
Estas debilidades militares han sido claras y definitivamente reveladas desde que la China Roja entró en la guerra no declarada en Corea. Incluso bajo las inhibiciones que ahora restringen la actividad de las fuerzas de las Naciones Unidas y las ventajas militares correspondientes que pueda gozar la China Roja, se ha demostrado su total incapacidad para llevar a cabo con las armas de la conquista de Corea. El enemigo, por lo tanto, debe ahora será dolorosamente consciente de que una decisión de las Naciones Unidas que se aparten de su esfuerzo de tolerancia para contener la guerra en la zona de Corea, a través de una expansión de nuestras operaciones militares a las zonas costeras y las bases interiores, condenaría China Roja al riesgo de colapso militar inminente. Estos hechos básicos están establecidos, no debería haber ninguna dificultad insuperable para llegar a las decisiones sobre el problema de Corea si los problemas se resuelven por sus propios méritos, sin tener que responsabilizarse por materias extrañas que no están directamente relacionados con Corea, como el asiento de Formosa o de China en el Naciones Unidas.

 Al día siguiente, MacArthur autorizó a Ridgway para avanzar hasta 20 Millas al norte del paralelo 38. Truman más tarde informó que "yo estaba dispuesto a darle una patada en el Mar del Norte de China ... nunca fui tan excluido en mi vida". Truman consideró que el comunicado de MacArthur, que no había sido acorde al acuerdo de la Directiva realizada en diciembre, había pre-adelantado su propia propuesta. Más tarde escribió: 

Esta fue una declaración muy extraordinaria para un comandante militar de las Naciones Unidas para emitir bajo su propia responsabilidad. Fue un acto sin tener en cuenta totalmente todas las directivas que se abstenían de cualquier declaración sobre política exterior. Fue un abierto desafío a mis órdenes como Presidente y Comandante en Jefe. Este fue un desafío a la autoridad del Presidente en la Constitución. También se burló de la política de las Naciones Unidas. Por este acto MacArthur no me dejó otra opción - ya no podía tolerar su insubordinación.

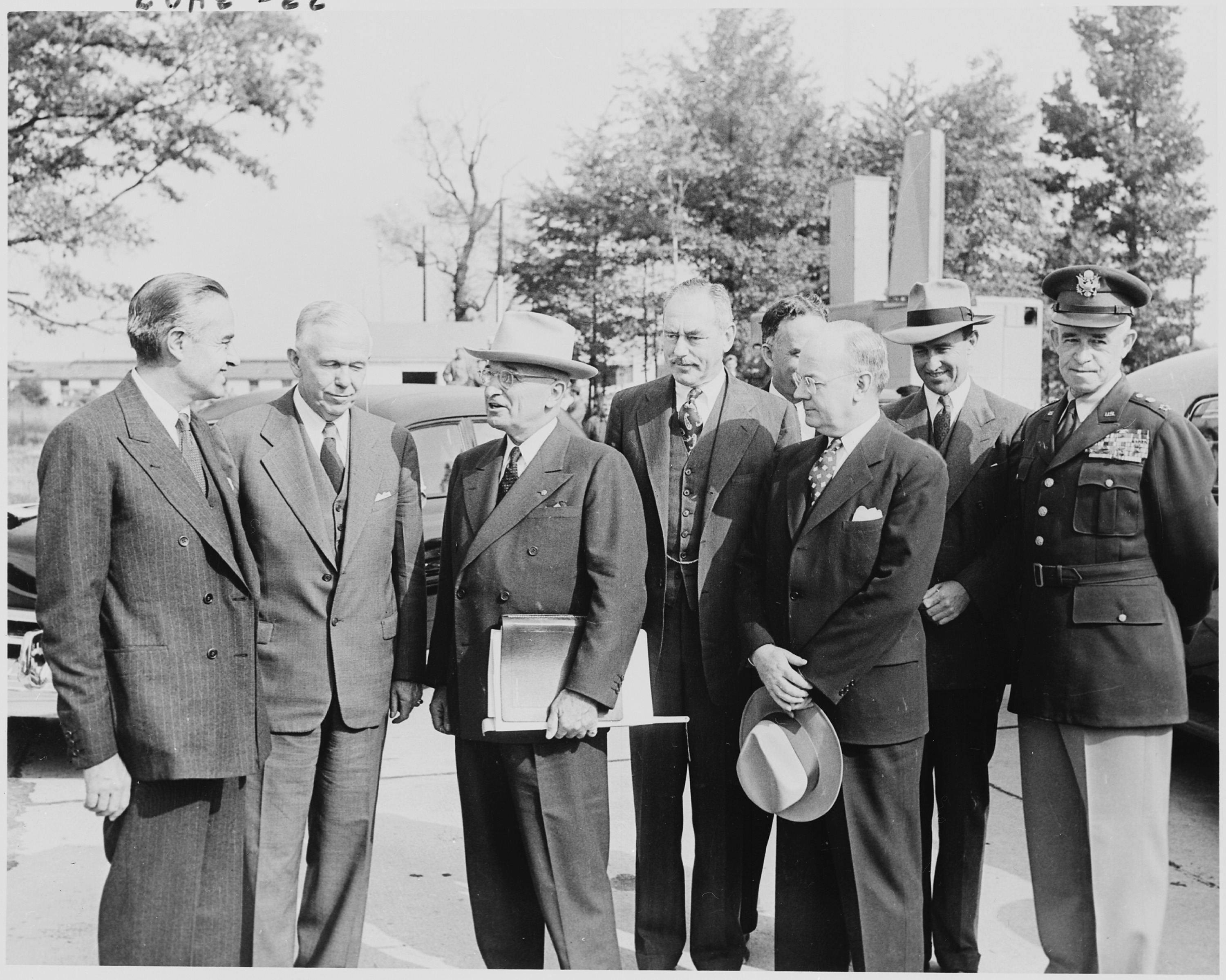
Harry Truman regresa de la Conferencia de la isla de Wake con el general MacArthur y el almirante Radford. De izquierda a derecha: el asesor presidencial Averell Harriman; Secretario de Defensa de George Marshall; El presidente Harry Truman; Secretario de Estado Dean Acheson; Embajador en Misión Especial Philip Jessup; Secretario del Tesoro, John W. Snyder; Secretario del Ejército Frank Pace; Presidente de los Jefes del Estado Mayor Conjunto, Omar Bradley

Por el momento, sin embargo, lo hizo. Hubo enfrentamientos dramáticos sobre la política anteriormente, el más notable de los cuales fue entre el presidente Abraham Lincoln y el mayor general George McClellan, en 1862. Otro ejemplo fue el recuerdo del presidente James Polk del General Winfield Scott después de la Guerra México-Americana. Antes de relevar a MacArthur, Truman consultó libros de historia sobre cómo trataron Lincoln y Polk con sus generales. Truman dijo más tarde que Polk era su presidente favorito porque "él tuvo el valor de decirle al Congreso que se fuera al infierno en asuntos de política exterior".
Hubo diferencias genuinas de opinión sobre política entre MacArthur y la administración Truman. Una de ellas era la creencia profundamente arraigada de MacArthur de que no era posible separar la lucha contra el comunismo en Europa desde lo que ocurría en Asia. Esto fue visto como el resultado de haber apostado durante demasiados años en el Oriente y de su perspectiva como comandante teatral responsable solamente de parte del Lejano Oriente. Otra diferencia política importante era la creencia de MacArthur que China no era, como mantiene Acheson, "el más grande e importante de los satélites de la Unión Soviética", pero era un estado independiente con su propia agenda que, en palabras de MacArthur, "para sus propios fines es [solo temporalmente ] aliado de la Rusia Soviética". Si se acepta la tesis de MacArthur, a continuación, se deducía que la expansión de la guerra con China no provocaría un conflicto con la Unión Soviética. El Estado Mayor Conjunto enfáticamente no estaba de acuerdo, aunque esto contradecía su posición de que era Europa y no Asia la principal preocupación de la Unión Soviética. Incluso entre los republicanos, hubo poco apoyo a la posición de MacArthur.
El 5 de abril, Martin leyó el texto de una carta que había recibido de MacArthur, de fecha 20 de marzo criticando las prioridades de la administración Truman en el piso de la casa. En ella, MacArthur había escrito:

Parece extrañamente difícil para algunos darse cuenta de que aquí en Asia es donde los conspiradores comunistas han elegido para hacer su juego de conquista mundial, y que se han unido para la cuestión planteada, en el campo de batalla; aquí luchamos la guerra de Europa con los brazos mientras los diplomáticos todavía luchan con palabras; que si perdemos la guerra contra el comunismo en Asia la caída de Europa es inevitable; ganar y Europa, muy probablemente evitaría la guerra y aun preservaría la libertad. Como usted ha señalado, tenemos que ganar. No hay sustituto para la victoria.

MacArthur más tarde escribió que Martin había publicado la carta "por razones inexplicables y sin consultarme", pero no se mencionó que fuera confidencial o no oficial. .

### Provocando a China
Ridgway había preparado una ofensiva conocida como Operación robusta y presionó a MacArthur por permiso para ejecutarla. El 15 de marzo de 1951, el día después de que Seúl había sido recapturado por segunda vez, Truman había respondido a la pregunta de un periodista sobre si las fuerzas de la ONU de nuevo se les permitiría pasar al norte del paralelo 38, diciendo que sería "una cuestión táctica para el comandante de campo". MacArthur acto seguido dio permiso Ridgway para lanzar su ataque, el establecimiento de una línea objetiva al norte del paralelo 38 que garantizaba el suministro de agua de Seúl. Lo hizo sin consultar con Washington aun después de que el ataque comenzara el 5 de abril de 1951. Estaba progresando cuando MacArthur fue relevado el 11 de abril.
Tras la finalización de las operaciones de vuelo de la noche del 7 de abril de 1951, Task Force 77, la Séptima Flota más rápida, con los portadores USS Boxer y el USS Mar de Filipinas, partió a aguas coreanas en el mar de Japón con destino al estrecho de Formosa (Taiwán). A las 11:00 el 11 de abril, Task Force 77 operaba cerca de la costa oeste de Taiwán, comenzó un "desfile aéreo" a lo largo de la costa este de China continental. Al mismo tiempo, el destructor USS John A. Bole llegó a su estación asignada 3 en alta mar desde el puerto chino de Swatow (Shantou), lo que provocó que los chinos lo rodearan con un ejército de más de 40 juncos motorizados armados. Aunque la Fuerza de Tarea 77 estaba llevando a cabo su desfile aéreo sobre el horizonte hacia el oeste, cerca de dos horas pasaron antes de que los aviones de la fuerza de tarea aparecieran sobre Swatow e hicieran sobre vuelos de amenaza a los barcos chinos y la ciudad portuaria. MacArthur recibió oficialmente la notificación de su despido poco después de las 15:00 hora de Tokio (14:00 en la costa de China), a pesar de que se había enterado media hora antes. Dos horas más tarde, el Bole se retiró de su estación sin una acción hostil de ninguno de los dos lados. Autor James Edwin Alexander expresó duda de que el Bole y su tripulación fueron "blancos fáciles" debido a que MacArthur trataba de provocar a los chinos para que atacara a un buque de guerra de Estados Unidos en un intento de ampliar el conflicto.

## Relevo

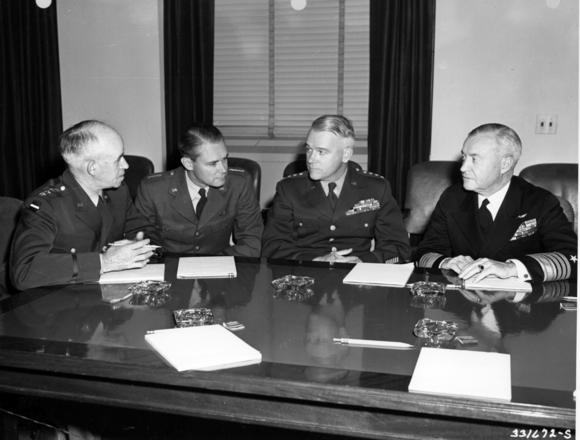
Los miembros de los Jefes del Estado Mayor Conjunto se reúnen en su sala de conferencias en el Pentágono en 1949. De izquierda a derecha: el General de Ejército Omar Bradley, jefe del Estado Mayor Conjunto; General Hoyt Vandenberg (Fuerza Aérea); General J. Lawton Collins (Ejército); y el almirante Forrest Sherman (Marina).

En la mañana del 6 de abril de 1951, Truman se reunió en su despacho con Marshall, Bradley, Acheson y Harriman para discutir lo que se haría sobre MacArthur. Harriman fue enfáticamente a favor del relevo de MacArthur, pero Bradley se opuso. George Marshall pidió más tiempo para considerar el asunto. Acheson fue personalmente a favor de relevar a MacArthur,, pero no dio a conocer esto. En lugar de ello, advirtió a Truman que sería "la pelea más importante de su administración."  En una segunda reunión al día siguiente, Marshall y Bradley continuaron oponiéndose al relevo. El 8 de abril, el Estado Mayor Conjunto se reunió con Marshall en su oficina. Cada uno de los jefes a su vez, expresaron la opinión de que el relevo de MacArthur era deseable desde un "punto de vista militar", pero reconoció que las consideraciones militares no eran de suma importancia. Estaban preocupados de que "si MacArthur no se destituía, una gran parte del pueblo afirmaría que las autoridades civiles ya no controlan a los militares". Los cuatro asesores se reunieron con Truman en su oficina de nuevo el 9 de abril. Bradley informó al Presidente de la opinión de la Junta de Jefes y Marshall añadió que estaba de acuerdo con ellos. Truman escribió en su diario que "es de la opinión unánime de todos que se debe relevar a MacArthur. Los cuatro lo aconsejan". Más tarde, ante el Congreso, el Estado Mayor Conjunto había "coincidido" con el relevo, pero no lo había "recomendado".
El 11 de abril de 1951, el presidente Truman redactó una orden para MacArthur, que se publicó bajo la firma de Bradley:

Lamento profundamente que se convierta en mi deber como Presidente y Comandante en Jefe de las fuerzas militares de Estados Unidos que le sustituya como Comandante Supremo de las potencias aliadas; Comandante en Jefe del Comando de las Naciones Unidas; Comandante en Jefe del Lejano Oriente; y Comandante General del Ejército EE.UU.del Lejano Oriente.

Va a entregar a sus comandos, efectiva a la vez, al teniente general Matthew B. Ridgway. Usted está autorizado a emitir las órdenes que sean necesarias para completar los viajes deseados para el lugar que usted seleccione.

Mis razones para su reemplazo, se harán públicas al mismo tiempo que la entrega a usted de la orden anterior, y se encuentran en el siguiente mensaje.

El 3 de diciembre de 1973 en un artículo de la revista Time, Truman fue citado diciendo en los primeros años de 1960: 

Lo despedí porque no respetaba la autoridad del Presidente. Yo no lo despedí porque fuera un tonto hijo de puta, a pesar de que lo era, pero eso no es contra la ley que los generales. Si lo fuera, tres cuartas partes de ellos estaría en la cárcel.

 Aunque Truman y Acheson acusaron a MacArthur de insubordinación, el Estado Mayor Conjunto evitaría cualquier sugerencia de esto. MacArthur no era, de hecho, relevado por insubordinación. La insubordinación era un delito militar y MacArthur podría haber solicitado una corte marcial pública similar a la de Billy Mitchell en la década de 1920. El resultado de ese juicio era incierto y podría muy bien haber sido encontrado inocente y ordenado su reincorporación. El Estado Mayor Conjunto de acuerdo en que había "poca evidencia de que el general MacArthur había alguna vez fallado para llevar a cabo una orden directa del Estado Mayor Conjunto, o que actuaba en contra de una orden". "En realidad," Bradley insistió, "MacArthur había estirado pero no legalmente violado ninguna directiva del JCS. Se habían violado un Directiva del Presidente el 06 de diciembre, transmitido a él por el JCS, pero esto no constituía una violación de una orden del JCS". La intención era que MacArthur fuera personalmente notificado de su relevo por el Secretario del Ejército Frank Pace, quien estaba de gira por el frente en Corea, a las 20:00 el 11 de abril (hora de Washington D. C.), que fue el 12 de abril 10:00 (hora de Tokio). Sin embargo, Pace no recibió el mensaje debido a un fallo de las señales en Corea. Mientras tanto, los periodistas comenzaron a preguntar si los rumores del relevo de MacArthur eran ciertos. Truman luego "decidió que no se podían permitir la cortesía de entrega personal por parte del Secretario Pace" y llamó a una conferencia de prensa en la que dio a conocer su declaración a la prensa:

Con profundo pesar he llegado a la conclusión de que el general del ejército Douglas MacArthur es incapaz de dar su apoyo incondicional a las políticas del Gobierno de los Estados Unidos y de las Naciones Unidas en asuntos relacionados con sus funciones oficiales. En vista de las responsabilidades específicas impuestas sobre mí por la Constitución de los Estados Unidos y la responsabilidad adicional que ha sido confiada a mí por las Naciones Unidas, he decidido que tengo que hacer un cambio de mando en el Lejano Oriente. Tengo, pues, que relevar al General MacArthur de sus mandatos y he designado al teniente general Matthew B. Ridgway como su sucesor.

El debate completo y vigoroso sobre asuntos de política nacional es un elemento vital en el sistema constitucional de nuestra democracia libre. Es fundamental, sin embargo, que los comandantes militares deban regirse por las políticas y directivas emitidas a ellos en la forma prevista en nuestras leyes y Constitución. En tiempo de crisis, esta consideración es particularmente convincente.

El lugar del general MacArthur en la historia como uno de nuestros más grandes comandantes se establece plenamente. La Nación le debe una deuda de gratitud por el servicio distinguido y excepcional que ha prestado a su país en puestos de gran responsabilidad. Por eso repito mi pesar por la necesidad de la acción que me siento obligado a tomar en su caso.

 En Tokio, MacArthur y su esposa estaban en un almuerzo en la embajada estadounidense para el senador Warren Magnuson y William Stern, vicepresidente ejecutivo de Northwest Airlines, cuando el coronel Sidney Huff, ayudante de MacArthur y una de las "pandillas Bataan" que había escapado de Corregidor con el general en 1942, había oído sobre el relevo en una emisión de radio comercial. Huff informó sin demora la señora MacArthur, quien a su vez dijo el general. Estaciones de radio japonesas pronto recogieron la noticia, pero el comunicado oficial no llegó hasta media hora después.

## Cuestiones

### Control civil de la milicia
El control civil sobre la milicia es una tradición americana desde la fundación de la república. En sus memorias, Truman escribió: 

Si hay un elemento básico en nuestra Constitución, es el control civil de los militares. Las políticas deben ser hechas por los funcionarios políticos electos, no por los generales o almirantes. Una vez más, el tiempo y el general MacArthur había demostrado que no estaba dispuesto a aceptar las políticas de la administración. Por sus declaraciones públicas repetidas que no sólo estaban confundiendo a nuestros aliados en cuanto al verdadero curso de nuestras políticas, sino, de hecho, también fue el establecimiento de su política contra el presidente... Si yo le hubiera permitido desafiar a las autoridades civiles de esta manera, yo estaría violando mi juramento de sostener y defender la Constitución.

Tras el relevo, la mayor parte de la avalancha de correo postal y los mensajes enviados a la Casa Blanca eran por el apoyo público a MacArthur. En temas como el carácter, la integridad, el honor y el servicio, calificaron a MacArthur como el mejor hombre. El mayor soporto que ganó Truman estuvo basado en el principio de control civil.
"La Constitución de los Estados Unidos", escribió Samuel P. Huntington, "a pesar de la creencia generalizada de lo contrario, no prevé el control civil". No se dibujó ninguna distinción entre las responsabilidades civiles y militares y siempre sin ninguna subordinación del uno al otro. Al dividir la responsabilidad de los militares entre el ejecutivo y el legislativo, se hizo un control más difícil. Cualquier intento por parte de una rama a afirmar el control probablemente implicará un enfrentamiento con el otro. Debates nominalmente sobre el control civil eran por lo general, en la práctica, sobre qué rama ejercería el control en lugar de cómo se ejercería el control. Los redactores de la Constitución no consideraron el tema de la gestión de una profesión militar clara y técnicamente sofisticada porque tal cosa no existía en el momento. Al parecer, en el siglo XIX como resultado de los cambios sociales provocados por la Revolución Francesa y los cambios tecnológicos provocados por la revolución industrial. Si bien los autores creían en el control civil de los militares, se enmarca en términos de una milicia popular en el que civiles y militares eran una y la misma.

### Milicia apolítica
Otra tradición americana es la de un milicia apolítica, aunque esta costumbre era de origen más reciente, se remontaba solo al período posterior a la guerra civil americana. Pocos oficiales votaron en el siglo XIX, pero no tanto por la falta de interés por la política, sino porque con frecuencia pasaban de un estado a otro y vivían en tierra Federal y eran privados de sus derechos de manera efectiva bajo las leyes de muchos estados. Bajo el general del ejército William T. Sherman, el comandante general del Ejército de los Estados Unidos desde 1869 hasta 1883, que odiaba la política, esta costumbre de un milicia apolítica se estableció firmemente.
Tampoco, a diferencia de sus homólogos europeos, generales y almirantes estadounidenses no tienen influencia o participación en la política exterior; pero sobre todo porque en la frontera del Ejército de la juventud de MacArthur, no había necesidad de hacerlo. Esto comenzó a cambiar después de la Guerra Española-Americana, cuando las fuerzas militares estadounidenses empezaron a desplegarse en el extranjero en el Pacífico, Asia y el Caribe durante largos períodos de tiempo.
El concepto del teatro de la guerra se desarrolló durante la Segunda Guerra Mundial. En un nivel tan alto de mando, asuntos militares y políticos tienden a fusionarse. Como comandante del teatro en el suroeste del Pacífico, MacArthur había sido responsable del gobierno australiano, en palabras de Roosevelt a él, "un embajador, así como Comandante Supremo". el apoyo incondicional de MacArthur para la estrategia "Europa primero" era capaz de causar molestia en Washington cuando la cadena de mando creó un puente de MacArthur hacia primer ministro de Australia, John Curtin.
El general Marshall expresó este conflicto en su testimonio ante el Senado: 

Surge de la diferencia inherente entre la posición de un comandante cuya misión se limita a un área en particular y un antagonista en particular, y la posición del Estado Mayor Conjunto, el Secretario de Defensa y el Presidente, que son responsables de la seguridad total de los Estados Unidos... y debe sopesar los intereses y objetivos en una parte del mundo con los de otros para lograr el equilibrio... No hay nada nuevo en esta divergencia, en nuestra historia militar... Lo que es nuevo y lo que trajo consigo la necesidad de la eliminación del general MacArthur es la situación en su totalidad sin precedentes de un comandante local de Teatro expresara públicamente su descontento, y su desacuerdo con la política exterior de los Estados Unidos. Él... había crecido hasta ahora fuera de la por simpatía con las políticas establecidas de los Estados Unidos y había serias dudas en cuanto a si él podría por más tiempo ser autorizado a ejercer la autoridad en la toma de decisiones que las funciones de mando normales asignarían a un Comandante Teatro.

### Poderes del Presidente
En The Federalist Papers, Alexander Hamilton argumento que: 

El Presidente es ser comandante en jefe del ejército y la marina de los Estados Unidos. En este sentido su autoridad sería nominalmente lo mismo con la del rey de Gran Bretaña, pero en esencia, muy inferior a la misma. Equivaldría a nada más que el mando supremo y la dirección de las fuerzas militares y navales, como primero general y almirante de la Confederación; mientras que la del rey británico se extiende al declarar la guerra y la crianza y la regulación de las flotas y ejércitos, todos los cuales, por la Constitución que se examina, que pertenece a la legislatura.

Pero el 26 de junio de 1950, Truman mando fuerzas armadas a Corea sin ningún mandato del Congreso. La posterior resolución del Consejo de Seguridad de las Naciones Unidas autorizó la ayuda militar a Corea del Sur, pero la Ley de Participación de las Naciones Unidas establecía que:

No se considerará que el Presidente requiera la autorización del Congreso para poner a disposición del Consejo de Seguridad cuando este lo solicite, a fin de tomar medidas en virtud del artículo 42 de dicha Carta, y en virtud de tales acuerdos especiales celebrados las fuerzas armadas, las instalaciones o la asistencia prevista en el mismo: Siempre que... nada de lo contenido se interpretará como una autorización al Presidente por el Congreso para poner a disposición del Consejo de Seguridad de las fuerzas armadas tal propósito, las instalaciones o la asistencia, además de las fuerzas, instalaciones, y la asistencia prevista en el convenio o convenios especiales.

 La investigación del Congreso provocada por el relevo de MacArthur dictaminó que las acciones de Truman violaban tanto los requisitos constitucionales y legales. Si bien los presidentes habían utilizado en el pasado la fuerza militar extra-legal, esto fue en "peleas con los piratas, los desembarques de pequeños contingentes navales en costas barbaras o semi-bárbaros, el envío de pequeños cuerpos de tropas para perseguir bandidos o ladrones de ganado a través de la frontera con México y similares". El congresista Vito Marcantonio, que se opuso a la guerra de Corea, sostuvo que "cuando nos pusimos de acuerdo para la Carta de las Naciones Unidas nunca estuvimos de acuerdo para suplantar nuestra Constitución con la Carta de las Naciones Unidas. El poder de declarar y hacer la guerra recae en los representantes del pueblo, en el Congreso de los Estados Unidos".
El Senador William F. Knowland señaló que 

El Artículo I de la Constitución le da el poder de declarar la guerra al Congreso y no al Ejecutivo. Estamos al parecer, ahora a la deriva en una zona de penumbra constitucional donde el ejecutivo nos puede poner en guerra, la cuarta más grande de nuestra historia, sin una declaración del Congreso o una resolución del Congreso que reconozca que ya existe un estado de guerra iniciada por los demás. Cuando el Congreso actúa bajo su poder constitucional, todas las declaraciones a favor o en contra de la resolución forman parte del Registro del Congreso, y la prensa y el público estén plenamente informados. En la votación nominal se muestra cómo votó cada miembro. Este es un gobierno responsable.

Si cinco o siete hombres pueden reunirse en una sesión a puerta cerrada en la Casa Blair o la Casa Blanca, y poner a esta nación en la cuarta más grande desde un punto de vista de bajas, en nuestra historia sin sus declaraciones y recomendaciones se estén grabando o disponibles, y sin que su posiciones sobre este asunto sean conocidos, tenemos el poder para hacer la guerra transferido desde el Congreso, que operan a la intemperie, al Poder Ejecutivo, que opera en la cámara. Eso no es, a mi juicio, ya sea gubernamentalmente responsable.

## Repercusiones

### Respuestas al relevo

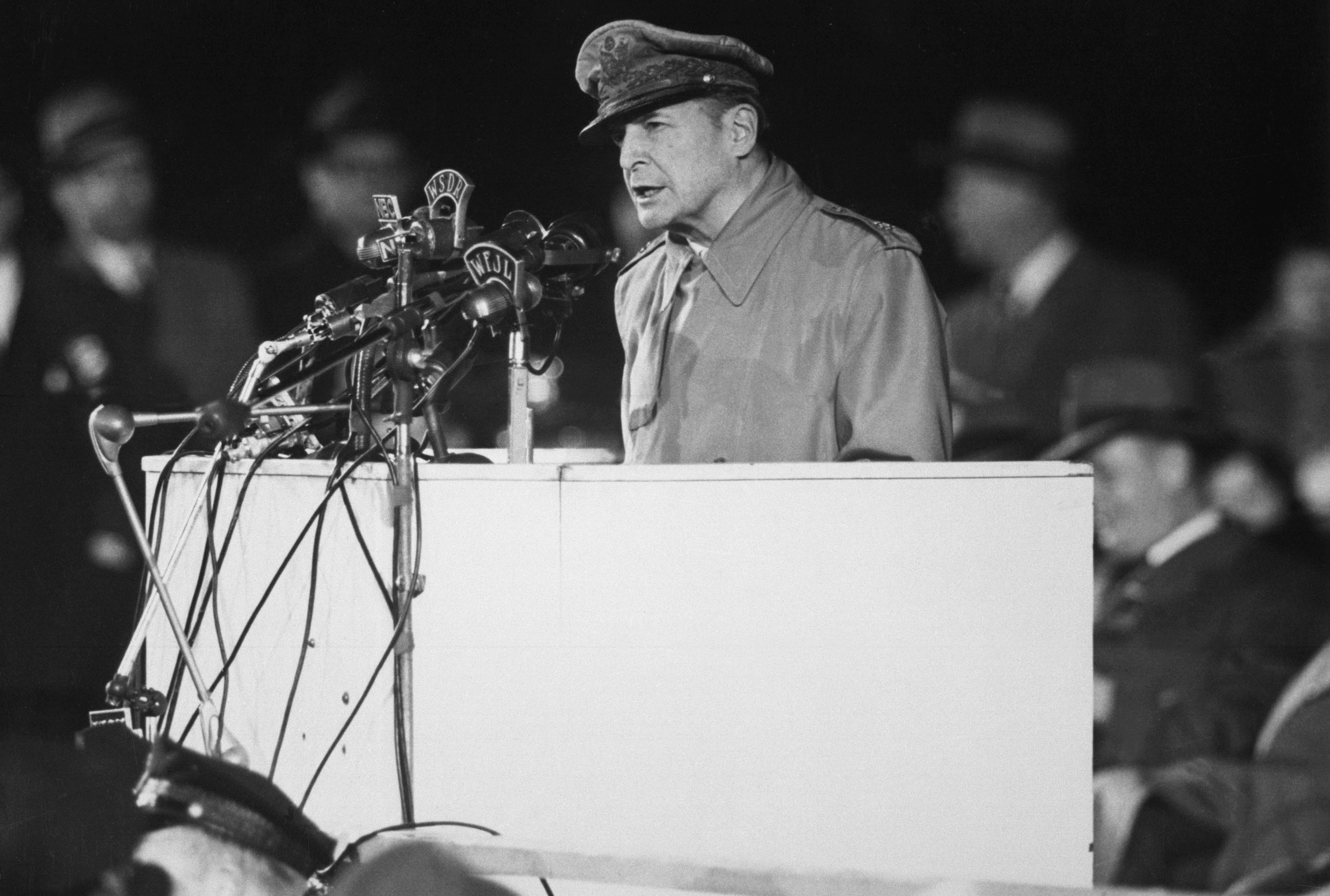
MacArthur se dirige a un público de 50.000 en el Soldier Field, Chicago el 25 de abril de 1951.

La noticia de relevo de MacArthur fue recibida con conmoción en Japón. La Asamblea de Japón aprobó una resolución de gratitud por MacArthur y el emperador Hirohito le visitó en la embajada en persona, la primera vez que un emperador japonés había visitado alguna vez un extranjero de pie.
El Mainichi Shimbun dijo :

El despido de MacArthur es el mayor choque desde el final de la guerra. Él se ocupó del pueblo japonés no como un conquistador, sino como un gran reformador. Fue un misionero política noble. Lo que nos dio no fue solo ayuda material y la reforma democrática, sino una nueva forma de vida, la libertad y la dignidad de la persona... Seguiremos amándolo y confiando en él como uno de los estadounidenses que mejor entiende la posición de Japón .

En el Chicago Tribune, el senador Robert A. Taft pidió inmediatamente un juicio político contra Truman:

El presidente Truman debe ser acusado y condenado. Su relevo apresurado y vengativo del general MacArthur es la culminación de una serie de actos que han demostrado que no es apto, moral y mentalmente, para su alto cargo. La nación nunca ha estado en mayor peligro. Es dirigida por un tonto que se encuentra rodeado por bribones.

 Periódicos como el Chicago Tribune y Los Angeles Times opinaron que le relevo "precipitado y vengativo" de MacArthur se debió a la presión extranjera, sobre todo desde el Reino Unido y los socialistas británicos en el gobierno de Attlee. El látigo del Partido Republicano, el senador Kenneth S. Wherry, denunció que el relevo era el resultado de la presión de "el Gobierno Socialista de Gran Bretaña".
El 17 de abril de 1951, MacArthur voló de regreso a los Estados Unidos, un país que no había visto en años. Cuando llegó a San Francisco fue recibido por el comandante de la Sexta unidad del ejército de Estados Unidos, el teniente general Albert C. Wedemeyer. MacArthur recibió un desfile allí al que asistieron 500.000 personas. Fue recibido a su llegada al Aeropuerto Nacional de Washington el 19 de abril por el Estado Mayor Conjunto y el general Jonathan Wainwright. Truman envió a Vaughan como su representante. Lo que fue visto como un desaire, Vaughan fue despreciado por los soldados públicos y profesionales por igual como un compinche corrupto. "Fue una cosa vergonzosa para disparar a MacArthur y aún más vergonzosa enviara Vaughan", uno de los miembros del público escribió a Truman.
MacArthur se dirigió a una sesión conjunta del Congreso, donde pronunció su famoso "viejos soldados nunca mueren". El discurso, en el que declaró:

Se han hecho esfuerzos para distorsionar mi posición. Se ha dicho en el sentido de que yo era un belicista. Nada podría estar más lejos de la verdad. Sé de la guerra como pocos otros hombres que ahora viven, y nada para mí más repugnante. He defendido durante mucho tiempo su abolición completa, ya que es muy destructivo tanto en amigos y enemigos, se ha rendido inútil como medio de solución de las controversias internacionales... Pero una vez que la guerra se nos impone, no hay otra alternativa que aplicar todos los medios disponibles para llevarla a un rápido fin. Objeto mismo de la guerra es la victoria, no la indecisión prolongada. En la guerra no hay sustituto para la victoria.

 En respuesta, el Pentágono emitió un comunicado de prensa señalando que "las medidas adoptadas por el Presidente en el relevo del general MacArthur se basó en las recomendaciones unánimes de los principales asesores civiles y militares del presidente, incluyendo los jefes del Estado Mayor Conjunto". Posteriormente, MacArthur voló a la ciudad de Nueva York, donde recibió el mayor desfile triunfal de la historia hasta ese momento. También visitó Chicago y Milwaukee, donde se dirigió a grandes mítines.

### Investigación del Congreso
En mayo y junio de 1951, el Comité de Servicios Armados del Senado y el Comité de Relaciones Exteriores del Senado realizaron "una investigación sobre la situación militar en el Lejano Oriente y los hechos que rodeaban el relevo del General del Ejército Douglas MacArthur". El Senado de ese modo intento evitar una crisis constitucional. Debido a los temas políticos y militares sensibles en discusión, la investigación se llevó a cabo a puerta cerrada y solo una transcripción muy censurada se hizo pública hasta 1973. Los dos comités fueron presididos conjuntamente por el senador Richard Russell, Jr. Catorce testigos fueron llamados: MacArthur, Marshall, Bradley, Collins, Vandenberg, de Sherman, Adrian S. Fisher, Acheson, Wedemeyer, Johnson, Oscar C. Badger II, Patrick J. Hurley y David C. Barr y O'Donnell.
El testimonio de Marshall y el Estado Mayor Conjunto refutaron muchos de los argumentos de MacArthur. Marshall declaró enfáticamente que no había habido ningún desacuerdo entre él, el presidente y el Estado Mayor Conjunto. Sin embargo, también expuso su propia timidez en el trato con MacArthur y que no siempre lo habían mantenido plenamente informado. Vandenberg preguntó si la fuerza aérea podría ser eficaz contra objetivos en Manchuria, mientras que Bradley señaló que los comunistas también fueron librando guerra limitada en Corea, al no haber atacado las bases aéreas de la ONU o puertos, o su propio "santuario privilegiado" en Japón. Su juicio fue que no valía la pena para expandir la guerra, aunque admitieron que estaban dispuestos a hacerlo si los comunistas intensificaban el conflicto, o si no había voluntad de negociar. También estuvieron en desacuerdo con la evaluación de MacArthur de la eficacia de las fuerzas nacionalistas de Corea del Sur y China. Bradley dijo:

La China Roja no es la nación poderosa que busca dominar el mundo. Francamente, en opinión de los Jefes del Estado Mayor Conjunto, esta estrategia sería involucrarnos en la guerra equivocada, en el lugar equivocado, en el momento equivocado, y con el enemigo equivocado.

 Los comités concluyeron que "el retiro del general MacArthur estaba dentro de los poderes constitucionales del presidente, pero las circunstancias habían sido un golpe para el orgullo nacional". También encontraron que "no hubo desacuerdo profundo entre el general MacArthur y los Jefes de conjuntos el personal en cuanto a la estrategia militar". Se recomendaba que los "Estados Unidos nunca debe volver a ser involucrado en la guerra sin el consentimiento del Congreso".

### Caída
Las encuestas mostraron que la mayoría del público sigue desaprobado la decisión de Truman de relevar a MacArthur y eran más propensos a estar de acuerdo con MacArthur que con Bradley o Marshall. El índice de aprobación de Truman cayó al 23% a mediados de 1951, que fue inferior a la baja de Richard Nixon de 25% durante el Escándalo de Watergate en 1974 y Lyndon Johnson, de 28% en el apogeo de la guerra de Vietnam en 1968. A la fecha sigue siendo la encuesta de Gallup índice de aprobación más baja registrado por cualquier presidente en servicio.
La guerra cada vez más impopular en Corea se prolongó y la administración de Truman fue acosada por una serie de escándalos de corrupción. Finalmente se decidió a no presentarse a la reelección. Adlai Stevenson, el candidato demócrata en las elecciones presidenciales de 1952, trató de distanciarse del presidente tanto como fue posible. La elección fue ganada por el candidato republicano, el general del Ejército Dwight D. Eisenhower, cuya administración incrementado la presión sobre los chinos en Corea con bombardeos convencionales y renovadas amenazas de usar armas nucleares. Junto con un clima político internacional más favorable a raíz de la muerte de Iósif Stalin en 1953, esto llevó a los chinos y norcoreanos a estar de acuerdo con los términos. La creencia de que la amenaza de las armas nucleares jugó un papel importante en el resultado daría lugar a su uso como amenaza contra China en varias ocasiones durante la década de 1950.
Como resultado de su apoyo a Truman, el Estado Mayor Conjunto fue vista como políticamente contaminado. El Senador Taft consideraba a Bradley, en particular, con sospecha, debido al enfoque de Bradley en Europa a expensas de Asia. Taft instó a Eisenhower para reemplazar a los jefes tan pronto como fuera posible. El primero en salir fue Vandenberg, que tenía un cáncer terminal y que ya había anunciado sus planes de retirarse. El 7 de mayo de 1953, Eisenhower anunció que sería reemplazado por el general Nathan Twining. Poco después se anunció que Bradley sería reemplazado por el almirante Arthur W. Radford, el Comandante en Jefe del Comando del Pacífico de Estados Unidos, Collins sería sucedido por Ridgway y el almirante William Fechteler, que se había convertido CNO en la muerte de Sherman en julio de 1951, por el almirante Robert B. Carney.

## Legado
El relevo de MacArthur lanzó una larga sombra sobre las relaciones entre civiles y militares estadounidenses. Cuando Lyndon Johnson se reunió con el general William Westmoreland en Honolulu en 1966, él le dijo: "General, tengo mucho en juego en ti, espero que no me haga un MacArthur". Por su parte, Westmoreland y sus colegas de alto nivel estaban deseosos de evitar cualquier atisbo de disidencia o desafiar a la autoridad presidencial. Esto llegó a un alto precio. En su libro de 1998 Abandono del deber: Lyndon Johnson, Robert McNamara, los jefes del Estado Mayor Conjunto y las mentiras que llevaron a Vietnam, el entonces teniente coronel (ahora teniente general) HR McMaster argumentó que el Estado Mayor Conjunto fracasaron en su deber de proporcionar al Presidente, el Secretario de Defensa Robert McNamara o al Congreso un asesoramiento profesional franco y valiente. Este libro tuvo una gran influencia; el jefe del Estado Mayor Conjunto en el momento, el general Hugh Shelton, dio copias a todos los oficiales de cuatro estrellas en el ejército.
Por un lado, el relevo de MacArthur estableció un precedente de que los generales y almirantes podían ser despedidos por cualquier desacuerdo público o privado con la política del gobierno. En 1977, el mayor general John K. Singlaub criticó públicamente recortes propuestales en el tamaño de las fuerzas estadounidenses en Corea del Sur y fue sumariamente relevado por el presidente Jimmy Carter por hacer declaraciones "incompatibles con la política de seguridad nacional anunciada". Durante la Guerra del Golfo en 1990, el secretario de Defensa Dick Cheney relevo al Jefe de Estado Mayor de la Fuerza Aérea, el general Michael Dugan, por mostrar "falta de criterio en tiempos sensibles" en la toma de una serie de declaraciones a los medios de comunicación durante una visita a Arabia Saudita. Tres años más tarde, el general Harold N. Campbell recibió una multa de $7.000 y fue obligado a retirarse después de describir al presidente Bill Clinton irrespetuosamente como "fumador de hierba", "persecución de falda" y "proyecto esquivador". El general Stanley A. McChrystal fue despedido por el presidente Barack Obama en 2009 después de que McChrystal y su personal hicieran comentarios despectivos sobre los altos funcionarios del gobierno civil en un artículo publicado en la revista Rolling Stone. Esto provocó comparaciones con MacArthur, así como la guerra en Afganistán.
Por otro lado, el relevo "dejó una corriente duradera de sentimiento popular que en cuestiones de guerra y paz, los militares realmente conocían mejor", una filosofía que se conoció como "MacArthurism". En febrero del 2012, el teniente coronel Daniel L. Davis publicó un informe titulado "Incumplimiento de deberes II" en la que criticó los altos mandos militares por engañar al Congreso sobre la guerra en Afganistán, especialmente el general David Petraeus, señalando que: 

Un mensaje había sido aprendido por los líderes políticos de nuestro país, por la gran mayoría de nuestros uniformados miembros del servicio, y la población en general: David Petraeus es un héroe de guerra real, - tal vez incluso en el mismo plano que Patton, MacArthur y Eisenhower. Pero la lección más importante que todos aprendieron: nunca, nunca cuestionar al general Petraeus o tendrá que ser hecho parecer un tonto. En los años siguientes, la "Leyenda de Petraeus" se extendió y amplió, como estas cosas suelen hacer, y se le dio el aumento de crédito por el éxito.

 Durante las elecciones presidenciales de 1992, Bill Clinton utilizó el respaldo de la expresidente del Estado Mayor Conjunto, el almirante William J. Crowe y otros 21 generales retirados y oficiales de bandera para contrarrestar las dudas sobre su capacidad para servir como comandante en jefe. Esto se convirtió en una característica de las campañas electorales presidenciales posteriores. Durante la elección presidencial del 2004, doce generales retirados y almirantes respaldaron al senador John Kerry, entre ellos el exjefe del Estado Mayor Conjunto, el almirante William Crowe y el exjefe de Estado Mayor de la Fuerza Aérea, el general Merrill "Tony" McPeak, quien también apareció en anuncios de televisión defendiendo Kerry contra los Swift Boat Veterans for Truth. Durante esta campaña electoral, el general retirado de cuatro estrellas, Tommy Franks, habló en la Convención Nacional Republicana, mientras que otro, John Shalikashvili, se dirigió a la Convención Nacional Demócrata.
A principios del 2006, en lo que se llamó la "revuelta de los generales", seis generales retirados, el mayor general John Batiste, el general de división Paul D. Eaton, el teniente general Gregory Newbold, el mayor general John M. Riggs, el mayor general Charles H. Swannack Jr. y el general Anthony C. Zinni, pidieron la renuncia del secretario de Defensa Donald Rumsfeld, acusando de "pésima" la planificación militar y la falta de competencia estratégica. La ética de un sistema en el que los generales que sirven se sintieron obligados a apoyar públicamente las políticas que en privado creían eran potencialmente ruinosas para el país y que costaban la vida del personal militar, no escapó el comentario público crítico y fue motivo de burla por el humorista político Stephen Colbert en una cena a la que asistieron el presidente George W. Bush y el presidente del Estado Mayor Conjunto, el general Peter Pace. Rumsfeld dimitió en noviembre del 2006. En 2008, el jefe del Estado Mayor Conjunto, el almirante Mike Mullen, se sintió obligado a escribir una carta en la que se recordó a todos los militares que "El ejército estadounidense debe permanecer apolítico en todo momento".